# Pelagopleura magna
Pelagopleura magna är en ryggsträngsdjursart som beskrevs av Takasi Tokioka 1964. Pelagopleura magna ingår i släktet Pelagopleura och familjen lysgroddar.
Artens utbredningsområde är Södra Ishavet. Inga underarter finns listade i Catalogue of Life.